# Деджориа, Джон Пол
Джон Пол Джонс Деджо́риа (англ. John Paul Jones DeJoria; род. 13 апреля 1944, Эко-Парк, Лос-Анджелес, Калифорния, США) — американский бизнесмен и филантроп греко-итальянского происхождения, миллиардер, соучредитель, председатель совета директоров и CEO компании «Paul Mitchell», а также соучредитель и председатель совета директоров компании-производителя текилы «The Patrón Spirits». Входит в список 400 самых богатых людей США «Forbes 400». Один из самых богатых греков в мире, состояние которого согласно журналу «Forbes» составляет 3,1 млрд долларов (2017). В 2011 году подписал «Клятву дарения» Билла Гейтса и Уоррена Баффетта, и в этом же году создал благотворительный фонд «JP’s Peace, Love & Happiness Foundation».

## Биография

### Ранние годы, семья и образование
Родился 13 апреля 1944 года в нейборхуде Эко-Парк (Лос-Анджелес, Калифорния, США) в семье итальянца и гречанки. Когда Джону было два года его родители развелись, и в 9-летнем возрасте вместе со своим старшим братом он начал продавать рождественские открытки и газеты, чтобы содержать семью.
Вырос в нейборхуде Атуотер-Виллидж, где учился в начальной и средней школах.
Когда мать-одиночка оказалась неспособной содержать сыновей, она отдала их в приёмную семью в Восточном Лос-Анджелесе.
В молодости Деджориа состоял в уличной банде, но решил изменить свою жизнь после того, как его школьный учитель математики сказал, что он «никогда ни в чём не преуспеет в жизни».
В 1962 году окончил среднюю школу.
В 1962—1964 годах служил в Военно-морских силах США на авианосце «USS Hornet».

### Карьера

#### Предпринимательство
В 1964 году вернулся в Лос-Анджелес. Не имея средств для продолжения образования, Деджориа начал работать, сменил ряд профессий, начиная от управдома и заканчивая страховым агентом.
В 1966 году «Энциклопедия Кольера» вручила Деджориа премию «Человек года» как своему лучшему продавцу.
В 1971 году, послушавшись совета своего друга Джона Капры попробовать себя в сфере индустрии красоты, устроился работать в качестве служащего в компанию по производству средств по уходу за волосами «Redken Laboratories», откуда в 1975 году был уволен из-за разногласий по стратегиям ведения бизнеса.
В 1971 году познакомился с парикмахером Полом Митчеллом, с которым вскоре они стали друзьями.
В 1980 году Деджориа и Митчелл создали компанию «John Paul Mitchell Systems».
В 1989 году совместно с Мартином Кроули учредил компанию «The Patrón Spirits», в которой владеет 70 % акций. Компания занимается производством текилы «Patrón». В 2011 году бренд реализовал 2 450 000 единиц продукции.
В 1999 и 2001 годах сотрудничал с Центральным разведывательным управлением.
В 2003 году стал членом Нью-Йоркской фондовой биржи.
Д. П. Деджориа является исполнительным продюсером и актёром. Так, в кинокомедии «Не шутите с Зоханом» (2008) он сыграл своего бывшего бизнес-партнёра Пола Митчелла, а также снялся во втором сезоне ситкома «Дурман».
Вместе со своей супругой Элоиз Броуди оказал личную финансовую помощь в размере более 48 000 долларов сенатору-республиканцу Теду Крузу и более 5 000 долларов — губернатору Техаса Рику Перри.
Является держателем акций нефтепромышленной компании «Madagascar Oil», партнёром-учредителем сети ночных клубов «House of Blues», а также имеет деловые интересы в «Pyrat Rum», «Smokey Mountain Bison Farm», «Ultimat Vodka», «Solar Utility», «Sun King Solar», «Touchstone Natural Gas», «Three Star Energy», «Diamond Audio», дилере «Harley-Davidson», алмазной компании («DeJoria»), разработчике мобильных технологий «ROK AMERICAS», «John Paul Pet», «J&D Acquisitions» и многих других компаниях.

#### Филантропия
Вместе с Брэдом Питтом, Ричардом Брэнсоном и Нельсоном Манделой основал южноафриканскую некоммерческую организацию «Mineseeker Foundation», целью которой является обнаружение, идентификация и устранения наземных мин, особенно в странах Африки.
В 1998 году в Лос-Анджелесе встречался с Далай-ламой XIV, с которым обсуждал проблему мира.
В 2006 году Деджориа было присвоено звание адмирала Военно-морских сил США.
Поддерживает проект «Food 4 Africa». Так, в 2008 году он совершил поездку в Чёрную Африку, где принял участие в усилиях Нельсона Манделы накормить свыше 17 000 детей-сирот. В том же году его компания «Paul Mitchell» оказала гуманитарную помощь голодающим детям, обеспечив их более 400 000 порциями еды.
В связи с глобальным финансовым кризисом 2009 года Деджориа пожертвовал 150 000 долларов США на запуск деятельности организации «Grow Appalachia», которая занимается обучением проживающих в штате Кентукки бедных семей выращиванию, приготовлению и хранениню овощей.
Жертвует финансовые средства Обществу охраны морской фауны.
За свою благотворительную деятельность был награждён, а также номинирован на звание пожизненного члена Ассоциации выдающихся американцев имени Горацио Элджера (Александрия, Виргиния).

## Личная жизнь
С 1993 года женат на Элоиз Броуди, в браке с которой имеет четырёх детей.